# Aschau im Zillertal
Aschau im Zillertal  är en ort och kommun i distriktet Schwaz i förbundslandet Tyrolen i Österrike.
Kommunen består av två orter (Ortschaften) (inom parentes invånarantal 1 januari 2024):
- Aschau (1 612)
- Distelberg (246)